# موافقت‌نامه واشینگتن
موافقت‌نامه واشینگتن (انگلیسی: Washington Agreement) موافقت‌نامه آتش‌بسی بود میان جمهوری بوسنی و هرزگوین و جمهوری کروات بوسنی و هرزگوین که در تاریخ ۱۸ مارس ۱۹۹۴ در واشینگتن، دی.سی. و وین امضا شد.